# Droga wojewódzka nr 803
Droga wojewódzka nr 803 (DW803) – droga wojewódzka klasy G w województwach: mazowieckim i lubelskim o długości 41 km łącząca Siedlce ze Stoczkiem Łukowskim. Droga przebiega przez 2 powiaty: siedlecki (gminy: Siedlce, Skórzec i Wodynie) oraz powiat łukowski (gmina Stoczek Łukowski).

## Miejscowości leżące przy trasie DW803
- Siedlce
- Żelków-Kolonia
- Dąbrówka-Ług
- Skórzec
- Grala-Dąbrowizna
- Żebrak
- Ruda Wolińska
- Oleśnica
- Wodynie
- Łomnica
- Seroczyn
- Kołodziąż
- Stoczek Łukowski